# Claude-Henri Belgrand de Vaubois
Claude-Henri Belgrand de Vaubois (1 d'octubre de 1748, Ville-sous-la-Ferté, Aube – 5 novembre de 1839) fou un general francès durant les Guerres Revolucionàries franceses i les Guerres napoleòniques. El 20 Agost de 1808 fou nomenat Comte de Belgrand de Vaubois. Més endavant, el seu nom seria inscrit en l'Arc de Triomf (Arc de Kléber) de París.

## Biografia
Vaubois va néixer a Clairvaux (ara part de Ville-sous-la-Ferté, Aube). El 1765 va ser nomenat lloctinent d'artilleria en el Regiment de Metz. El 1789 va ser ascendit a Capità Comandant d'Artilleria. El 1791 esdevingué tinent coronel de voluntaris. Durant el seu servei a l'Exèrcit del Alps, va ser promogut a general de brigada el setembre de 1793 i a general de divisió el 1796. Després d'anomenar-lo Napoleó Bonaparte, General de l'exèrcit d'Itàlia, va dirigir les seves tropes en la captura de Livorno. Al comandament d'una divisió en la campanya de Bassano, va participar en la victòria a la Batalla de Rovereto el 4 de setembre.
El 24 de novembre de 1796, Bonaparte va escriure d'ell: "Vaubois és un home valent. Té les qualificacions apropiades pel comandament d'un lloc assetjat però no com a comandant d'una divisió d'un exèrcit molt actiu o en una guerra enèrgicament conduïda." Els esdeveniments de 1798-1800 provarien si havia estat l'elecció correcta per manar un lloc assetjat.

## Belgrand de Vaubois a Malta
El 19 de juny de 1798 (set dies després de la rendició) Napoleó Bonaparte el va nomenar comandant de les illes de Malta i Gozo i el va deixar al cap d'una força militar de 3.053 soldats. A causa de la introducció de les reformes revolucionàries i la demolició de les esglésies malteses, l'illa de Gozo es va separar el 2 de setembre del mateix any. El 18 de setembre, l'esquadra portuguesa va començar el setge de Malta, fins que el 12 d'octubre van arribar els britànics. El 28 d'octubre, el comandant francès de Gozo va retre tota la guarnició (un total de 217 homes). Al cap de dos anys de l'inici del setge, el 4 de setembre de 1800, quan la guarnició francesa de Malta havia acabat tots els seus subministraments (inclús, acabat de menjar tots els animals), Vaubois es va rendir; d'acord amb les disposicions de la capitulació, tota la guarnició francesa va ser transportada a Marsella, incloent-hi tot l'armament i el botí militar.

## Després de Malta
Mentre el setge continuava, Vaubois esdevenia senador el 27 de juliol de 1800. Va ser anomenat Gran Oficial de la Legió d'Honor el 1804 i Comte de l'Imperi el 1808. El 1809 va dirigir una divisió de la Guàrdia Nacional. Esdevingué Cavaller de St. Louis el 1814. Durant els Govern dels cent dies de 1815, Vaubois no es va unir Napoleó. Va morir el 1839.